# Sarcină (graviditate)

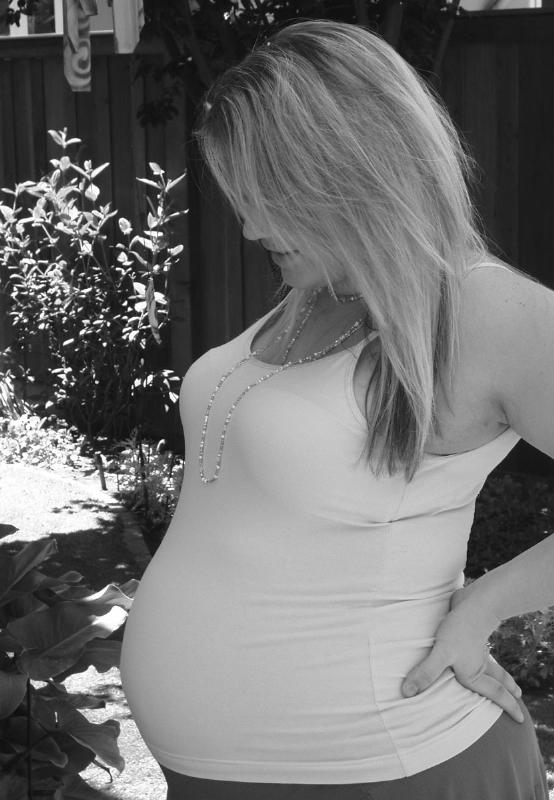
O femeie însărcinată, în apropierea momentului nașterii

Graviditate sau sarcina reprezintă starea în care se află femeia între momentul fertilizării ovulului și cel al nașterii. În această perioadă femeia poartă în uter unul sau mai mulți descendenți, numiți și fetuși sau embrioni. La o sarcină, pot exista mai multe gestații (spre exemplu, gemenii sau tripleții). Sarcina umană este cea mai studiată dintre toate sarcinile mamiferelor, iar ramura medicală care se ocupă de sarcină se numește obstetrică.
Nașterea copiilor se întâmplă de obicei la 38 de săptămâni de la fecundație, ceea ce duce la o perioadă de aproximativ 40 de săptămâni de la ultima menstruație. Prin urmare, sarcina durează aproximativ nouă luni, deși debutul sarcinii este un subiect controversat.
Un termen științific pentru sarcină este graviditate, iar femela este uneori numită și gravidă. Termenul embrion este utilizat pentru a descrie ființa umană în dezvoltare în primele săptămâni, iar termenul de fetus este utilizat pentru a descrie viitorul copil în ultimele două luni înainte de naștere.
În multe asociații medicale, sarcina umană este împărțită în trei perioade, pentru a simplifica referirea la stadiul de dezvoltare prenatală. Primul trimestru prezintă riscurile cele mai mari de moarte naturală a embrionului. Din al doilea trimestru, dezvoltarea fetusului poate fi mai ușor monitorizată și diagnosticată. Începutul celui de-al treilea trimestru aproximează de multe ori viabilitatea fetusului, sau capacitatea fetusului de a supraviețui fără ajutor medical, în exteriorul uterului.

## Dezvoltarea prenatală a fătului
Dezvoltarea prenatală este împărțită în două stadii biologice primare. Prima este stadiul embrionar, care durează aproximativ două luni. Din acest punct, începe stadiul fetal. La începutul stadiului fetal, riscul unui avort spontan scade semnificativ, toate structurile principale, precum mâini, picioare, cap, creier, și alte organe devin prezente, și își continuă procesul de creștere și dezvoltare. Când începe stadiul fetal, fetusul are aproximativ 30 mm în lungime, iar inima se poate vedea bătând la sonograf; fetusul întoarce capul, și face mișcări și tresăriri care implică întreg corpul. Activitatea trunchiului cerebral poate fi detectată încă din cea de-a 54-a zi de la concepție, iar primele semne măsurabile de activitate electroencefalogramă apar în cea de-a 12-a săptămână. Formări ale amprentelor încep de la debutul stadiului fetal.
Spematozoizii intră în vaginul femeii, înoată prin cavitatea uterului și ies de acolo, prin trompele falopiene. După un timp scurt,aproximativ 5 minute, timp necesar pentru a trece prin uter la trompe, aceștia ajung la ovare. Ovulul ,care irupe din membrana ovarului, este pătruns de capul unui spermatozoid. Imediat ovulul fecundat dezvoltă o încărcătură chimică sau electrică, un scut, ce împiedică alți spermatozoizi să pătrundă.
Pronucleul spermatozoidului, conținând cei 23 de cromozomi ai săi, timp de circa 12 ore migrează pentru a se întâlni cu pronucleul ovulului,care conține și el 23 de cromozomi. Fuziunea acestora durează aproximativ două ore.
În următoarele 18 ore, acest nucleu de 46 de cromozomi se divide în două celule. Apoi se divide în trei celule, moment  în care se decide dacă va rămâne singur sau se programează divizarea în gemeni. Se divide apoi în 4 celule, în 8, în 16 și așa mai departe.
Procesul de concepție se încheie la 12-14 ore,după fuziunea pronucleelor. Noua celulă formată se divide apoi în 2 celule, fiecare conținând aceeași informație genetică completă și identică, codificată în moleculele ADN. Două celule devin trei, cele trei devin 4, apoi 8,16 etc. pe masură ce înaintează spre trompele uterine.Când sunt prezente suficiente celule încep să se formeze organele,structura corpului și funcțiile sale.

## Ciclul evolutiv
• Ziua 1: Spermatozoidul se unește cu ovulul pentru a forma o celulă mai mică decât o granulă de sare. Noua viață a moștenit 23 de cromozomi de la fiecare părinte, în total 46. Această celulă conține tiparul genetic complex al existenței umane - sexul copilului, culoarea părului și a ochilor, înălțimea, nuanța tenului.
• Zilele 3-4: Ovulul fecundat ajunge prin trompe în uter, unde s-a pregătit terenul pentru implantare.
• Zilele 5-9: În acest interval de timp oul fecundat se implantează în peretele uterului și începe să se hrănească.
• Zilele 10-14: Embrionul care se dezvoltă își semnalează prezența prin substanțele placentare și hormoni, oprind menstruația mamei.
• Ziua 20: Baza creierului, măduva spinării și sistemul nervos sunt deja formate.
• Ziua 21: Inima începe să bată.
• Ziua 35: Se pot deosebi cele cinci degete de la mâini, ochii se închid la culoare pe măsură ce se produce pigmentarea.
• Ziua 40: Se pot înregistra unde ale creierului.
• Săptămâna 6: Ficatul preia producerea celulelor sângelui și creierul începe să controleze mișcarea mușchilor și organelor. Mama pierde al doilea ciclu și își dă seama că este însărcinată.
• Săptămâna 7: Se formează maxilarele, inclusiv rădăcinile dinților în gingii.
• Săptămâna 8: Acum totul este complet ca într-un adult. Inima bate mai bine de o lună, stomacul produce sucuri gastrice și rinichii încep să funcționeze. Cu o lungime mai mică de doi centimetri, această formă de viață care se dezvoltă se numește acumfăt.
• Săptămâna 9-11: Amprentele sunt deja evidente în piele, uterul se dublează în mărime, fața are deja profilul unui copilaș și mișcările mușchilor devin mai coordonate.
•Luna 4: Fătul are 16-20 de centimetri și cântărește 200 de grame. Mama va începe să arate că este însărcinată.
•Luna 5: Fătul are aproape 300 de grame și 25-27 de cm. Mișcările lui sunt inconfundabile și deja sunt simțite de mamă. Hrana necesară supraviețuirii este furnizată prin cordonul ombilical, precum și oxigenul necesar dezvoltării.
•Luna 6: Glandele sebacee și sudoripare funcționează. Dacă bebelușul s-ar naște în această lună și i s-ar acorda grija corespunzătoare, ar supraviețui.
•Luna 7: Copilașul folosește acum cele 4 simțuri: văzul, auzul, gustul și pipăitul. Recunoaște vocea mamei.
•Luna 8: Pielea începe să devină mai groasă, copilul absoarbe cam 500 -1000 ml pe zi, acesta fiind înlocuit complet la trei ore.
•Luna 9: Durata medie de sarcină este de 280 zile, spre sfârșitul acestei luni copilul este gata să se nască. Cântărește în jur de 3000 de grame, iar inima lui pompează 1200 l de sânge pe zi. Este pe deplin capabil să trăiască în afara pântecului mamei.

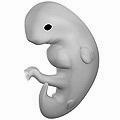
Embrion la 4 săptămâni de la fertilizare
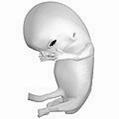
Fetus la 8 săptămâni de la fertilizare
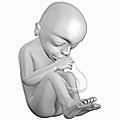
Fetus la 18 săptămâni de la fertilizare
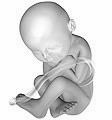
Fetus la 38 săptămâni de la fertilizare
Dimensiunea relativă în prima lună (ilustrație simplificată)
Dimensiunea relativă în cea de-a 3 lună (ilustrație simplificată)
Dimensiunea relativă în cea de-a 5 lună (ilustrație simplificată)
Dimensiunea relativă în cea de-a 9 lună (ilustrație simplificată)(Bog)
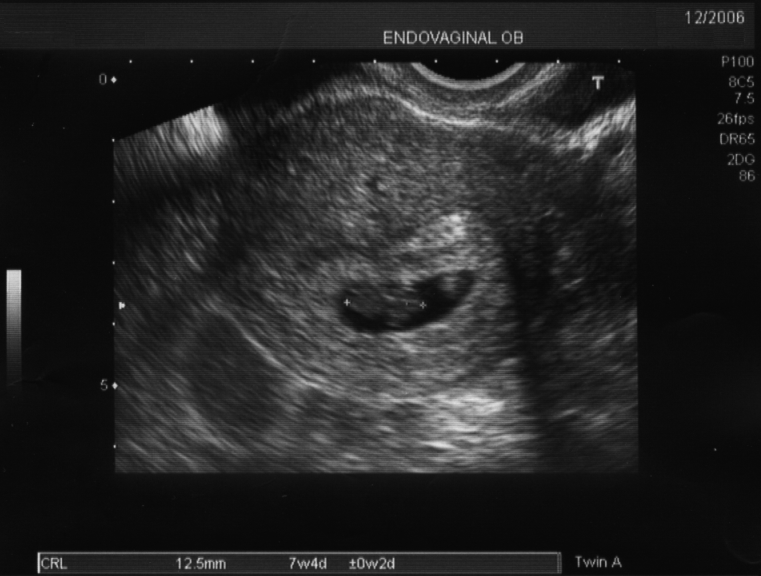
7 săptămâni
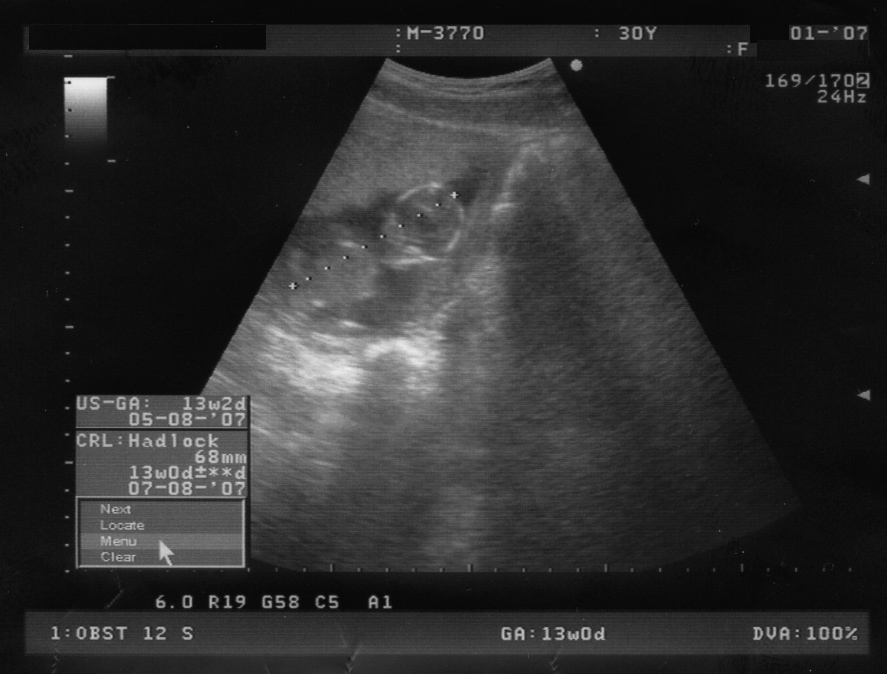
13 săptămâni
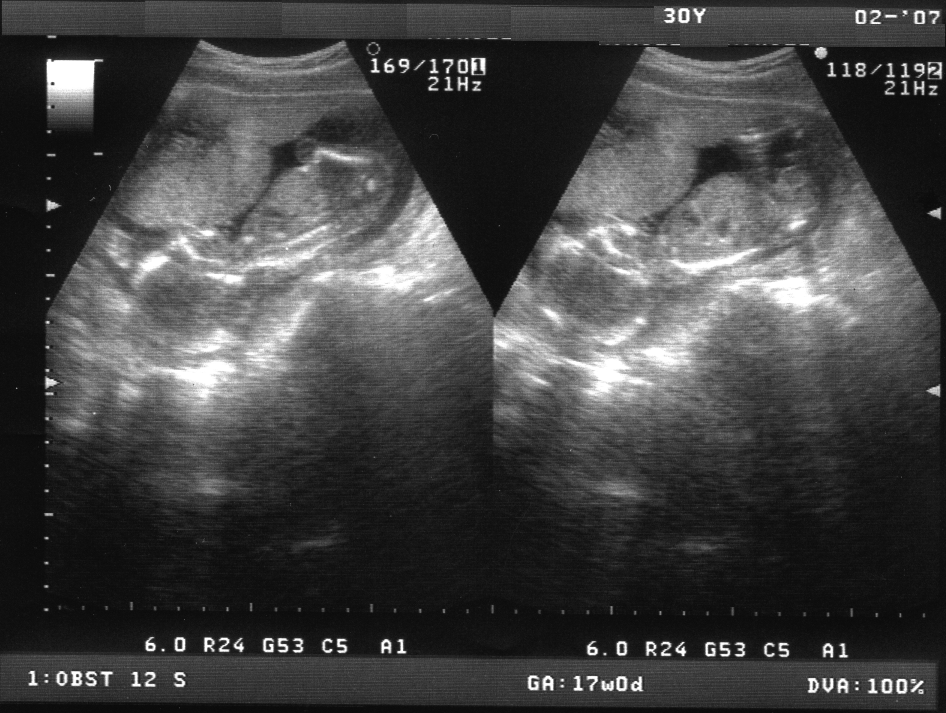
17 săptămâni
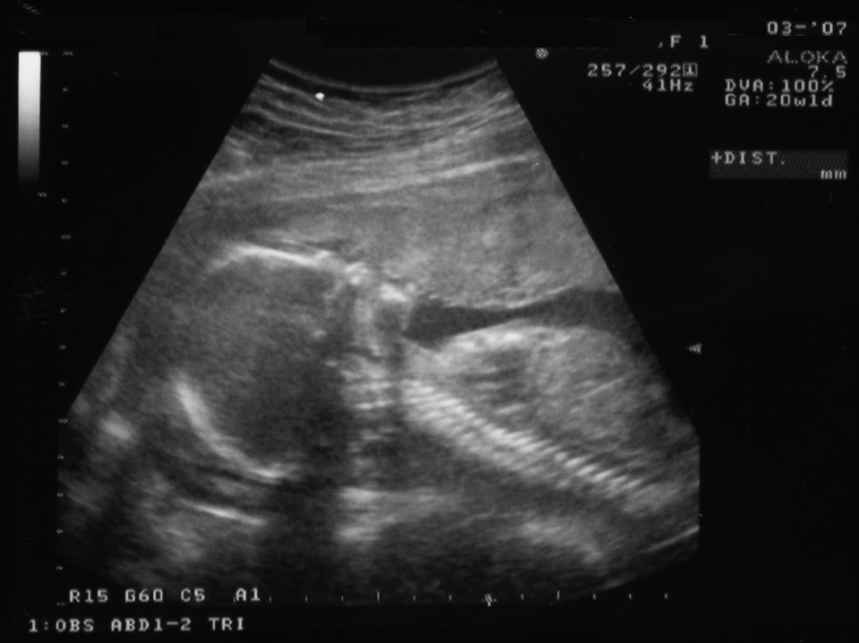
20 săptămâni

## Sănătate

William Hunter, Anatomia uteri humani gravidi tabulis illustrata, 1774

### Mâncare și nutriție în timpul sarcinii
Este foarte important pentru o femeie însărcinată să aibă o dietă sănătoasă. Dacă nu are probleme de sănătate specifice (ex: diabet sau edem), ea trebuie să echilibreze cantitatea de carbohidrați, grăsimi și proteine; și să mănânce mâncăruri cât mai variate, inclusiv produse lactate, diferite soiuri de fructe și produse vegetale, toate ducând la o  sarcină sănătoasă. Femeia însărcinată trebuie să își întrebe obstetrician-ul personal pentru sfaturi specifice. Anumite nevoi nutriționale specifice sarcinii includ:
Acidul folic (numit și folate sau vitamina B9) este foarte necesar la începutul sarcinii, și chiar înainte de concepție. Acidul folic este necesar pentru a acoperi tubul neural al fetusului. Prin urmare ajută la prevenirea spinei bifide, un defect de naștere foarte grav. Folații (de la folia, frunză) sunt abundenți în spanac (proaspăt, congelat sau ambalat), și se mai găsesc și în vegetalele verzi, salate, pepene, hummus și ouă. În Statele Unite și Canada, majoritatea produselor din cereale (făină, tăieței) au suplimente de acid folic.
Calciul și fierul sunt foarte necesare fetusului care este într-o creștere foarte rapidă. Femeile însărcinate ar trebui să mănânce zilnic destule produse lactate (pentru calciu) și carne roșie (pentru fier) dacă nu au alergie la lactoză sau sunt vegetariene. Femeile care nu pot mânca produse lactate pot obține calciul și fierul din laptele de soia și sucuri naturale, boabele de soia, și anumite verdețuri. Persoanele specializate care se ocupă de sarcina femeii, pot prescrie pastile de fier, dacă femeia însărcinată începe să aibă anemie cauzată de lipsa de fier. Calciul are efectul dorit numai dacă femeia are suficientă vitamina D. Cea mai bună cale de a procura vitamina D este de a face plajă zilnic 10–15 minute. Somonul și peștii grași sunt de asemenea o bună sursă de vitamina D.
Grăsimile din somon, păstrăv, ton, hering, sardine, macrou și ouăle de pui pot conține lanțuri lungi  omega-3 (n-3) acizi grași necesari pentru a construi membranele neuronilor. Prin urmare, alimentația bogată în pești grași din timpul sarcinii poate asigura nutriția necesară pentru buna dezvoltare a creierului și retinei fetusului. Totuși, peștii mari precum tonul sau peștele spadă pot conține concentrații ridicate de mercur toxic, și trebuie echilibrat riscul cu avantajele: pește de două trei ori pe săptămână par să furnizeze suficiente grăsimi utile, fără să aducă prea mult mercur. Acizii grași Omega-3 sunt prezenți și în nuci, in și alge marine.
Bacteriile periculoase sau paraziții pot contamina mâncărurile, în special listeria și toxoplasma, agenții toxoplamozei. Pentru a evita aceste două pericole, regulile de igienă trebuie respectate foarte strict: spălatul foarte atent al fructelor și vegetalelor; alarme pentru depășirea timpului de gătit a mâncărurilor, cărnurilor și cărnurilor procesate; evitarea brânzeturilor din lapte nepasteurizat (listeria); evitarea contactului cu fecalele de pisică (toxoplasma); curățarea deasă a frigiderului cu cloruri diluate (și mai apoi clătirea acestuia).

### Alimentația după sarcină
Alimentația adecvată este importantă după naștere pentru a ajuta mama să se recupereze și pentru a oferi suficientă energie alimentară și nutrienți pentru ca femeia să-și alăpteze copilul. Femeile care au feritină serică mai mică de 70 µg/L pot avea nevoie de suplimente de fier pentru a preveni anemia feropriva în timpul sarcinii și postpartum.
În timpul alăptării, poate fi necesară creșterea aportului de apă. Laptele uman este 88% apa, iar OIM recomanda femeilor care alapteaza sa-si mareasca aportul de apa de la aproximativ 300 ml/zi la un volum total de 3.000 ml/zi (din alimente si bauturi), aproximativ 2.400 ml/zi din lichide.